# Ramble On
«Ramble On» es una canción de la banda británica de rock Led Zeppelin, de su álbum de 1969 Led Zeppelin II. Fue coescrita por Jimmy Page y Robert Plant, y grabada en 1969 en el Juggy Sound Studio de Nueva York, durante la segunda gira de la banda por los Estados Unidos. Esta canción ha sido clasificada por la revista Rolling Stone en 2004 en el puesto 433 de su lista de las 500 mejores canciones de todos los tiempos.
Hasta 2007 «Ramble On» nunca había sido interpretada en directo íntegramente en ningún concierto de Led Zeppelin. Sin embargo, parte de la canción fue insertada por la banda en medio de su interpretación de «Babe I'm Gonna Leave You» durante el concierto de Toronto del 2 de noviembre de 1969, tal y como se puede oír en la grabación bootleg Listen to my Bluebird. La versión íntegra de la canción fue interpretada en el Concierto Tributo a Ahmet Ertegün del 10 de diciembre de 2007, en el O2 Arena de Londres.  

## Letra
La letra de la canción está fuertemente influenciada por la novela El Señor de los Anillos y el resto de la obra literaria del escritor británico J. R. R. Tolkien. El verso inicial («Leaves are falling all around», «Las hojas caen por todas partes») es, probablemente, una paráfrasis del verso inicial del poema «Namárië», de Tolkien. Este mismo poema podría haber inspirado la primera estrofa entera.
Las referencias a la obra de Tolkien aluden más adelante bien a las aventuras de Frodo Bolsón en su viaje hacia Mordor para destruir el Anillo, o bien a la elección  que debe afrontar Aragorn entre permanecer con su amada Arwen (la hija de Elrond) o acudir a Mordor a destruir el Anillo:

Mine's a tale that can't be told,

My freedom I hold dear;
How years ago in days of old
When magic filled the air,
T'was in the darkest depths of Mordor
I met a girl so fair.
But Gollum, and the evil one crept up

And slipped away with her.

También existen referencias a los trabajos de Tolkien en otras canciones de Led Zeppelin, como «Bron-Y-Aur Stomp», «Misty Mountain Hop» o «The Battle of Evermore».

## Música
En la discordante introducción, Jimmy Page emplea una de sus técnicas clásicas: usar acordes abiertos normales superpuestos más arriba en el mástil. Aunque a menudo se lo confunde con unos bongos, lo que realmente toca el batería John Bonham en toda la canción es un cubo de basura de plástico.[cita requerida] La canción también es una muestra de la estrecha interacción entre el bajista John Paul Jones y el batería John Bonham. Las frases de bajo ligeras y melódicas de Jones dan paso a un motivo ascendente que sigue al bombo de Bonham.

## Intérpretes
- Robert Plant: voz solista;
- Jimmy Page: guitarra eléctrica;
- John Paul Jones: bajo eléctrico;
- John Bonham: batería.

## Versiones

### Versiones en álbumes
| - 1992: Dread Zeppelin (It's Not Unusual) - 1993: The Dusty Diamonds (The Song Retains the Same II) - 1997: Jason Bonham Band (In the Name of My Father - The Zepset) - 1999: Great White (Great Zeppelin: A Tribute to Led Zeppelin) - 1999: Magnificent Tracers (Stock Car Smashes) - 2000: Lisa Tingle (Live at the Lucky Lounge) - 2000: Kenny Blackwell (Bluegrass Then & Now: 25th Anniversary) - 2000: The Exboyfriends (Harmony Sweepstakes a Capella Festival: 2000 National Finals) - 2000: varios artistas (Pickin' on Zeppelin: A Tribute) - 2001: Train (sencillo en CD «Ramble On») - 2001: Mad Zeppelin (The Song Remains on Stage) - 2002: The String Cheese Incident (On the Road, grabado en directo el 16 de abril de 2002) - 2002: Patricia Maertens (Livin, Lovin, Played: A Led Zeppelin Tribute) - 2003: Letz Zep (Live on Broadway) | - 2004: Benjamin Levine (Chamber Maid: The Baroque Tribute to Led Zeppelin) - 2005: Iron Horse (Whole Lotta Bluegrass: A Bluegrass Tribute to Led Zeppelin) - 2005: Bustle In Your Hedgerow (Live at The Subterranean, grabado en directo el 31 de julio de 2005) - 2006: Kevin Martin (World's Greatest Metal Tribute to Led Zeppelin) - 2006: Paul Hultman (Paul Hultman) - 2007: Vanilla Fudge (Out Through the in Door) - 2007: Frankie Banali & Friends (24/7/365: The Tribute to Led Zeppelin) - 2007: Led Zepagain (Led Zepagain II: A Tribute to Led Zeppelin) - 2008: Foo Fighters con Jimmy Page y John Paul Jones (Foo Fighters Live at Wembley Stadium, DVD) - 2008: Rick Derringer (Led Box: The Ultimate Led Zeppelin Tribute) - 2008: Chris Poland (Misty Mountain Hop: A Millennium Tribute to Led Zeppelin) - 2018: Lao Tizer Band (Songs from the swinghouse) |

### Samples
- 1989: Donald D («A Letter I'll Never Send»)